# Francisco Javier Cisneros
Francisco Javier Cisneros (Santiago de Cuba, 28 de diciembre de 1836 - Nueva York, 7 de julio de 1898) fue un ingeniero civil y empresario cubano. Como revolucionario tuvo su  participación más sobresaliente en la Guerra de los Diez Años en el marco de las guerras cubanas de independencia del siglo XIX. Radicado en Colombia desde los años 1870, promovió el desarrollo en los ferrocarriles sin desvincularse de la vida política cubana.
Cisneros fue el responsable de la construcción del ferrocarril de Antioquia, el ferrocarril del Cauca o del Pacífico, que partió de Buenaventura y llegó a Cali, y de los ferrocarriles de Girardot a Facatativá, y de La Dorada a Honda. También participó en la construcción del muelle de Puerto Colombia (población atlanticense de la que fue fundador), el tranvía de Barranquilla, la mejora de la navegación en el bajo Magdalena, organizando al mismo tiempo, varias compañías de navegación a vapor para transportar pasajeros y correo por el canal del Dique, el río Magdalena, el Nechí y el bajo Cauca.

## Biografía
Francisco Javier Cisneros nació el 28 de diciembre de 1836 en Santiago de Cuba, en el hogar de una familia de origen español.
Se graduó como ingeniero en la Real y Literaria Universidad de La Habana y completó su formación en París y en Nueva York, especializado en el Instituto Politécnico Rensselaer.
Nombrado ingeniero-jefe en Cuba de una compañía británica, dirigió los trabajos de construcción de ferrocarriles en la región central de la isla.
También ejerció el periodismo, en el que se inició como colaborador del periódico reformista El Siglo. Al momento del estallido independentista de 1868 era director del periódico habanero El País.
Al iniciarse en 1868 la Guerra de los Diez Años por la independencia de Cuba, Cisneros emigró a Estados Unidos, donde se incorporó a la junta revolucionaria, y participó en la organización de varias expediciones a Cuba. En esos años Cisneros fue apresado en tres oportunidades.

### Expedición del vapor Hornet
En enero de 1870 desembarcan en Cuba los expedicionarios del vapor Hornet, un grupo compuesto por sesenta colombianos y seis cubanos. Entre los miembros del grupo se encontraba el colombiano José Rogelio del Castillo y Zúñiga, quien alcanzó los grados de general de división del Ejército Libertador cubano. Los rebeldes cubanos habían adquirido el Hornet en Estados Unidos para armarlo y hostigar el comercio español en Cuba.

### Ferrocarriles en Colombia y transporte a través del río Magdalena
En 1874, la situación del Estado Soberano de Antioquia hacía necesaria la construcción de un ferrocarril que comunicara a Medellín con el río Magdalena. Por ello, el 14 de febrero, el gobierno regional firmó un contrato con Cisneros, en el que se concedía al cubano el derecho exclusivo de construir el Ferrocarril de Antioquia. En 1879 el contrato se reformuló, con lo que su longitud se amplió a 201 km. Al año siguiente se pusieron en funcionamiento los primeros 47 km, pero la guerra civil colombiana de 1884-1885 obligó a detener las obras.
Cisneros nombró como su representante legal a Juan de S. Martínez, quien tuvo como misión conseguir fondos para la empresa antioqueña, labor que cumplió con la ayuda de Mercedes Córdova de Jaramillo, hermana de José María Córdova.
Mientras ejecutaba esos trabajos, Cisneros firmó en 1878 el contrato para la construcción del ferrocarril del Valle del Cauca de 138 km de largo, con el general Julián Trujillo Largacha, quien representaba al gobierno colombiano. Cisneros tuvo a su cargo la edificación de otra importante línea férrea, La Dorada, que desde 1881 atravesó el Estado Soberano del Tolima, en recorrido paralelo al río Magdalena. Así mismo, en 1881, inició la construcción del ferrocarril de Girardot, pero Cisneros interrumpió los trabajos, y al año siguiente el contrato quedó rescindido.
En 1888, con la participación de Cisneros se finalizaron los trabajos de ampliación del ferrocarril en el Gran Estado Bolívar, que conectaba Cartagena de Indias con el interior del país.
Por otra parte, Cisneros fundó en 1877 la Empresa Cisneros, como una forma de reducir los costos de transporte sobre el río Magdalena de los materiales que necesitaba para la construcción del Ferrocarril de Antioquia. Cisneros decidió fortalecer su empresa y para 1884 ya disponía de nueve vapores. En 1886 promovió la integración de su empresa con otras dos, dando origen a la Compañía Colombiana de Transportes, la cual contaba con 16 vapores en 1892.

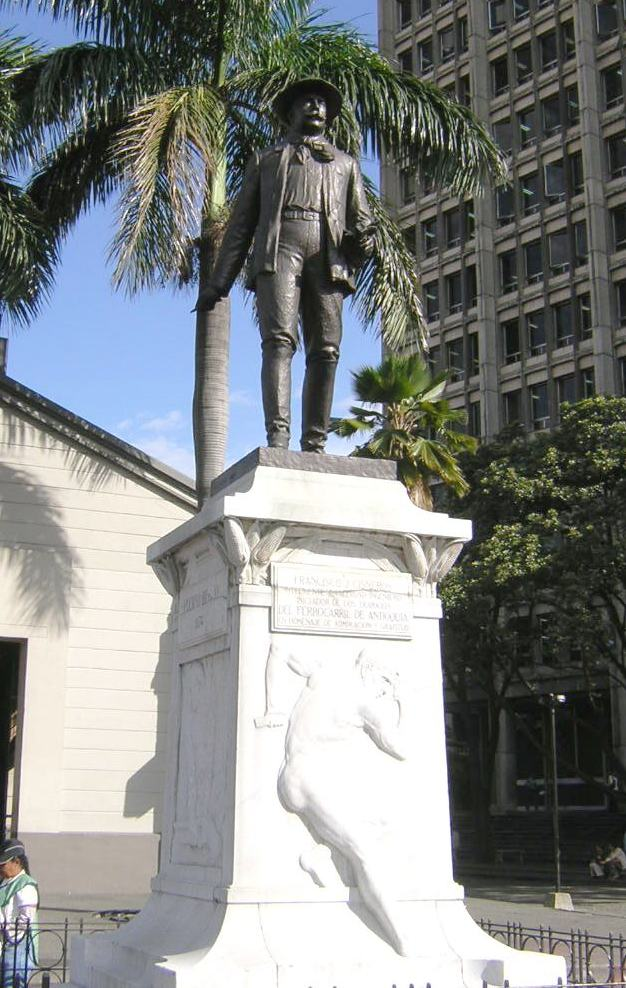
Francisco Javier Cisneros. Escultura de Marco Tobón Mejía.

### Muerte
Tras desarrollar una enfermedad de los riñones, Cisneros falleció el 7 de julio de 1898 en el Hotel Windsor de Nueva York. Meses después el edificio fue escenario de un incendio donde murieron aproximadamente 90 personas.
Cisneros nunca tuvo hijos. Su segunda esposa, Carmen Elosegui, viuda de su hermano Eduardo, fallecida en diciembre del año anterior, tenía de su primer matrimonio dos hijas, instituidas herederas del ingeniero cubano.

## Homenajes
- Plaza de Cisneros en Medellín.
- Parque Cisneros en Barranquilla.[19]
- Monumento a Francisco Javier Cisneros. Bronce y pedestal en mármol de Marco Tobón Mejía. En octubre de 1924 se inauguró la estatua de Francisco Javier Cisneros que fue ubicada en la plaza que lleva su nombre en Medellín. Sin embargo, Por el deterioro que sufrió este espacio, la estatua fue desmontada y guardada. En abril de 1994, se levantó nuevamente el monumento en la plazoleta de la Arcada Pública de la Estación Medellín.[20]
- Dos localidades situadas en las líneas férreas de Buenaventura a Cali y otro en ubicado en entre Puerto Berrío a Medellín: Cisneros (Antioquia) llevan su apellido.[21][22]
- En el periódico Patria del 12 de agosto de 1893, José Martí escribió un artículo titulado "Un cubano real", dedicado a homenajear a Cisneros.[6]